# Jean-Christian Kipp

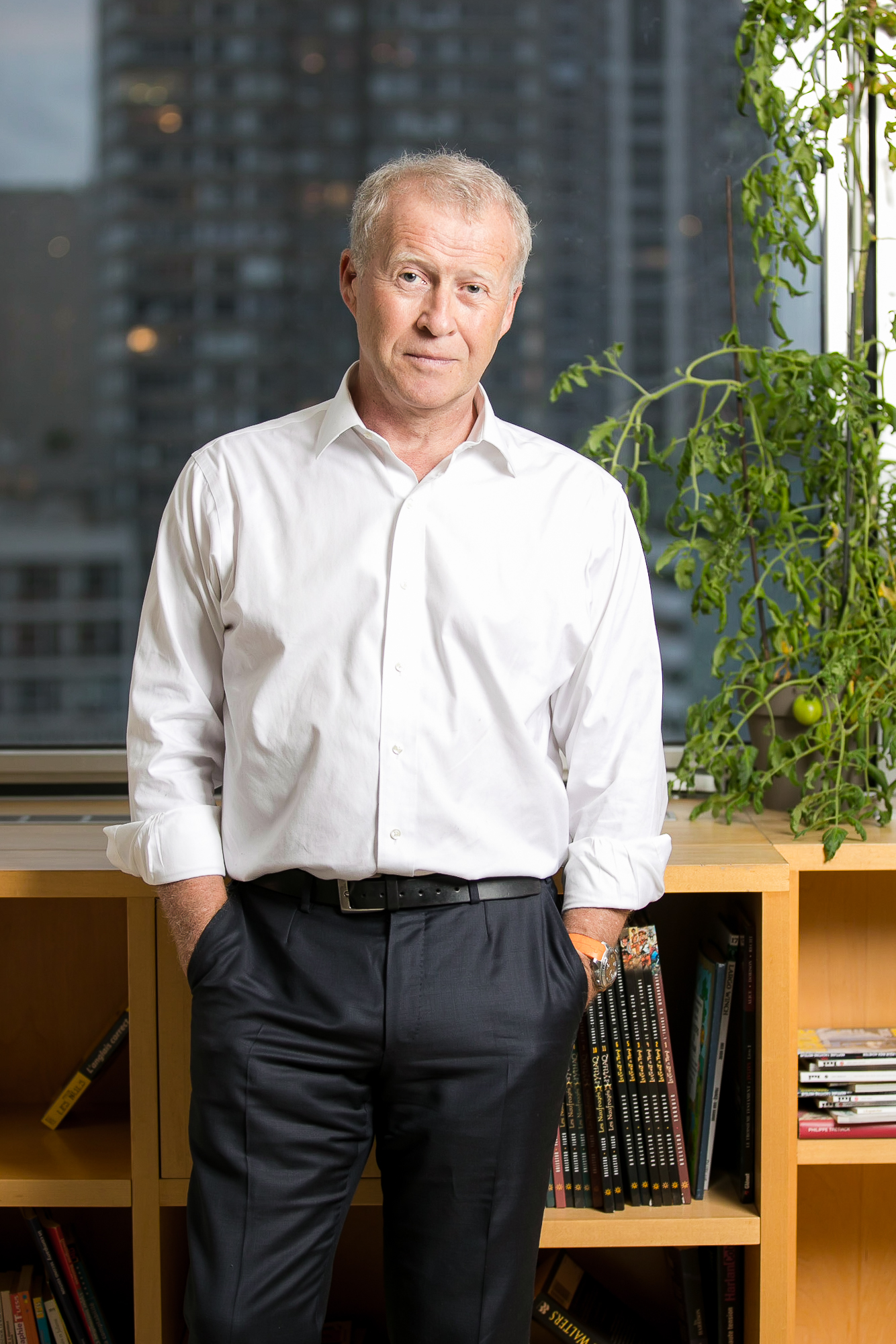

Jean-Christian Kipp, né en 1959, est un homme d’affaires, reporter et écrivain français. Il a créé plusieurs entreprises dont la société Direct Medica qu’il a vendues en 2020 pour développer le Fonds Odysseus pour la défense des Libertés. Il est vice-président de la Société des explorateurs français. 
Il a participé à de nombreuses expéditions aux quatre coins de la planète et a effectué plusieurs reportages dans des pays en guerre.

## Biographie

### Formation
Jean-Christian Kipp suit les classes préparatoires aux grandes écoles scientifiques (Math Sup et Math Spé) et intègre l’École Nationale Supérieure de l’Aéronautique et de l’Espace (Sup’Aéro), devenue l'Institut supérieur de l'aéronautique et de l'espace, dont il sort diplômé en 1986. Il dispose également d’un DEA de Stratégie internationale de l’entreprise de l’Université Paris Dauphine et d’un DEA en Politique internationale de Institut d'études politiques de Paris.[réf. souhaitée]

### Carrière professionnelle
À la fin de ses études, Jean-Christian Kipp part pour l’Afghanistan en guerre où il distribue de l’aide aux populations dans le cadre des Caravanes de l’Espoir organisées par la Guilde Européenne du Raid, désormais dénommée la Guilde. 
En 1995, il repart en Afghanistan pour un reportage sur le mouvement taliban naissant et fait partie en 2003 de la « Mission Paris-Kaboul », expédition scientifique et culturelle réalisée sous le patronage de l’UNESCO. 
En 2019, Jean-Christian Kipp crée la Fondation Odysseus pour la promotion de l’aventure et la défense des libertés, qui organise ou accompagne des expéditions et reportages en zone généralement sensible ou difficile :
- 2022 : Mission de trois semaines sur la ligne de front en Ukraine pour couvrir le conflit avec la Russie (3500km parcourus)[4].
- 2023 : Expédition Uummaa de cabotage le long des côtes du Groenland avec un catamaran de plage, avec les voyageurs Dominique Bleichner et Paola Benneton[5].
- 2024 : Traversée de l’Islande en snowkite (première mondiale) avec Sébastien Roubinet et le photographe-aventurier Maxime Mergalet[6].

## Œuvres

### Livres collectifs
- Aventure au XXe siècle, Paris, Albin Michel, 1987
- L’année de l’aventure, Paris, Albin Michel, 1987
- Expédition Paris-Kaboul, Hoëbeke, Paris, 2004[7]
- Mémoires poétiques, Les Belles Lettres, 2024
- Récits d’aventuriers : voyages, explorations et péripéties (avec Olivier Weber), Éditions de l'Aube, 2024[8].

### Principaux essais, analyses et articles
- Dans le mensuel Est et Ouest : En Afghanistan du Nord, quelques impressions, n°32-33, juillet 1986 / Pakistan, le 2ème front, n°38, janvier 1987 / Le rapport de force, fil d’Ariane du conflit afghan, n°55, juin 1988 / Les nouvelles voies de l’interventionnisme soviétique, n°63, mars 1989 / La révolution afghane en panne, n°77, mai 1990
- Dans le trimestriel Politique internationale : "Ukraine, le pari de la paix"[9], "Afghanistan, après la guerre", "Afghanistan, se libérer des Talibans est-il possible"[10], "Ukraine, scénarios pour une paix imposée"[11].
- Dans l’hebdomadaire L’Express : L’homme qui veut prendre Kaboul, n°1961, 10 février 1989
- Dans le trimestriel Embarquement : L’Ukraine sur le vif, n°6 été 2022 / Islande, jusqu’où la neige nous portera, n°14, automne 2024…
- Dans le mensuel Le Spectacle du monde: Les Russes sur la Khyber Pass, n°300, mars 1987.